# Kings & Queens of the Underground
A Kings & Queens of the Underground a brit rockénekes, Billy Idol hetedik nagylemeze, amely 2014. október 17-én jelent meg. Az album producere jelentős részben a közismert és elismert Trevor Horn volt, népszerűsítése érdekében pedig hosszú világkörüli turnét szervezett.

## Az album dalai
|     | Cím                               | Szerző(k)                            | Producer(ek) | Hossz |
| --- | --------------------------------- | ------------------------------------ | ------------ | ----- |
| 1.  | Bitter Pill                       | Billy Idol, Eric Bazilian, Glen Goss | Trevor Horn  | 3:57  |
| 2.  | Can't Break Me Down               | Idol, Greg Kurstin, Dan Nigro        | Greg Kurstin | 3:42  |
| 3.  | Save Me Now                       | Idol, George William Lewis, Kurstin  | Kurstin      | 4:31  |
| 4.  | One Breath Away                   | Idol, Steve Stevens, Billy Morrison  | Horn         | 4:10  |
| 5.  | Postcards from the Past           | Idol, Stevens, Morrison              | Horn         | 4:20  |
| 6.  | Kings & Queens of the Underground | Idol, Stevens, Morrison              | Horn         | 4:53  |
| 7.  | Eyes Wide Shut                    | Idol, Stevens, Morrison              | Horn         | 4:29  |
| 8.  | Ghosts in My Guitar               | Idol, Stevens                        | Horn         | 4:47  |
| 9.  | Nothing to Fear                   | Idol, Stevens, Morrison              | Horn         | 4:39  |
| 10. | Love and Glory                    | Idol, Stevens, Morrison              | Horn         | 4:28  |
| 11. | Whiskey and Pills                 | Idol, Brian Tichy                    | Horn         | 3:43  |

| 12. | Hollywood Promises | Idol, Tichy |  | 4:11 |

| 12. | Hollywood Promises                     | Idol, Tichy        |              | 4:11 |
| 13. | Cradle of Love (Live from Vienna)      | Idol, David Werner | Keith Forsey |      |
| 14. | Dancing with Myself (Live from Vienna) | Idol, Tony James   | Forsey       |      |

## Közreműködtek
- Billy Idol – ének
- Steve Stevens – gitár
- Stephen McGrath – basszusgitár
- Derek Sherinian – billentyűs hangszerek
- Brian Tichy – dobok, ütős hangszerek
- Julian Beeston – dobgép

## Helyezések
| Listák (2014)                                 | Legjobb helyezés |
| --------------------------------------------- | ---------------- |
| Ausztrália (ARIA Charts Top 50 Albums)        | 81               |
| Ausztria (Ö3 Austria Top 40)                  | 17               |
| Belgium (Ultratop Vallónia)                   | 127              |
| Dánia (Hitlisten Album Top 40)                | 24               |
| Hollandia (Dutch Charts Album Top 100)        | 75               |
| Finnország (Musiikkituottajat Albumit Top 50) | 37               |
| Franciaország (SNEP Album Top 100)            | 102              |
| Németország (Offizielle Top 100)              | 8                |
| Olaszország (FIMI Album Top 20)               | 45               |
| Svájc (Schweizer Hitparade Top 100 Albums)    | 10               |
| Egyesült Királyság (UK Albums Chart)          | 35               |
| USA Billboard 200                             | 35               |
| USA Top Alternative Albums (Billboard)        | 5                |
| USA Top Rock Albums (Billboard)               | 9                |